# Irene Fernandes
Irene Fernandes (1963) es una botánica, pteridóloga brasileña, investigadora y curadora en el Departamento de Sistemática y Ecología, Centro para la Ciencia y la Naturaleza - Campus I, de la Universidad Federal de Paraiba.
Ha colaborado con la edición de Flora Fanerogâmica do Estado de São Paulo, Brasil y en Revisión de la flora brasileña amenazada de extinción. Es una especialista en la taxonomía y biología en ciateáceas y en dicksoniáceas.
En 1985, obtuvo el diploma de Ciencias Biológicas, por la Universidad Federal de Río Grande del Sur; en 1990, la maestría por la misma casa de altos estudios; y, el doctorado por la Universidad de São Paulo, en 1997, defendiendo la tesis: Taxonomía y fitogeografía de Cyatheaceae Dicksoniaceae en las regiones Sur y Sudeste de Brasil.

## Algunas publicaciones
- irene Fernandes. 2000. Taxonomia dos representantes de Dicksoniaceae no Brasil. Pesquisas. Botânica, São Leopoldo, 50: 5-26
- -------------------------, l.r.m. Baptista. 1999. Inventário da flora rupestre e para-rupestre de Casa de Pedra, Bagé, Rio Grande do Sul. Pesquisas. Botânica, São Leopoldo, 49: 53-70
- p.g. Windsch, irene Fernandes. 1998. Nota: Sobre a ocorrência de Culcita coniifolia (Hook.) Maxon (Dicksoniaceae) no Estado de São Paulo e a conservação de pteridófitas. 1998. Bradea, Rio de Janeiro, 8 (19): 110-110

### Capítulos de libros
- irene Fernandes. 2000. Cyatheaceae. En: F.R.Di Maio & M.B.R.Silva (orgs.) Espécies ameaçadas de extinção no Município do Rio de Janeiro-Flora e Fauna. Rio de Janeiro: Prefeitura da cidade do Rio de Janeiro/Secretaria Municipal de Ambiente, pp. 24-24